# Kostel Narození svatého Jana Křtitele (Vysoká)
Kostel Narození svatého Jana Křtitele v pohraniční vsi Vysoká na Chebsku pochází pravděpodobně již ze 2. čtvrtiny 13. století. Od roku 1992 je kostel chráněn jako kulturní památka České republiky. Dne 15. listopadu 2013 byl kostel znovu vysvěcen.

## Historie
V roce 1966 byla z kostela na žádost Okresního národního výboru v Chebu sňata památková ochrana. V říjnu 1971 bylo vydáno povolení k demolici. Ještě téhož roku však římskokatolická farnost v Dolním Žandově (Oto Mádr?) zahájila stavební práce na zabezpečení a údržbě kostela.